# Llista de topònims d'Esparreguera
Llista de topònims (noms propis de lloc) del municipi d'Esparreguera, al Baix Llobregat
Informació actualitzada per un bot. Els canvis manuals es perdran quan s'actualitzi!

## arbre singular
| imatge | Nom                                            | Ubicat a     | instància de   | Detalls                                                               | coordenades                                                                                            | Protecció        | Commons (més fotos) | Dades a WD                    |
| ------ | ---------------------------------------------- | ------------ | -------------- | --------------------------------------------------------------------- | --- | ---------------- | ------------------- | ----------------------------- |
|        | Palmera del pati de Can Tobella                | Esparreguera | arbre singular | 20th century                                                          | 41° 34′ 29″ N, 1° 52′ 00″ E / 41.57467°N,1.86657°E ca:Can Tobella                                      |                  |                     | Modifica les dades a Wikidata |
|        | Pi Gros del Salt                               | Esparreguera | arbre singular | Taxon: pi pinyer (Pinus pinea) Ample: 17.5m Alt: 34m Perímetre: 4.45m | 41° 31′ 44″ N, 1° 51′ 34″ E / 41.52881°N,1.85945°E ca:Torrent del Salt, urbanització Can Rial 160 msnm | arbre monumental | Pi Gros del Salt    | Modifica les dades a Wikidata |
|        | Xiprers de Can Tobella                         | Esparreguera | arbre singular | 20th century                                                          | 41° 34′ 29″ N, 1° 52′ 00″ E / 41.57485°N,1.86658°E ca:Can Tobella.                                     |                  |                     | Modifica les dades a Wikidata |
|        | Xiprers de Santa Maria del Puig                | Esparreguera | arbre singular | 20th century Taxon: xiprer (Cupressus sempervirens)                   | 41° 33′ 05″ N, 1° 52′ 10″ E / 41.55131°N,1.86955°E ca:Pla del Puig                                     |                  |                     | Modifica les dades a Wikidata |
|        | plàtans de l'entorn de la font del Torrent Mal | Esparreguera | arbre singular | 20th century Taxon: plàtan (Platanus ×hispanica)                      | 41° 32′ 17″ N, 1° 51′ 56″ E / 41.53819°N,1.86551°E ca:Riera del Torrent Mal.                           |                  |                     | Modifica les dades a Wikidata |
|        | plàtans del Passeig de la Colònia Sedó         | Esparreguera | arbre singular | 19th century Taxon: plàtan (Platanus ×hispanica)                      | 41° 33′ 02″ N, 1° 52′ 22″ E / 41.55045°N,1.87286°E ca:Passeig de la Colònia Sedó.                      |                  |                     | Modifica les dades a Wikidata |

## carrer
| imatge | Nom                | Ubicat a     | instància de | Detalls | coordenades                                          | Protecció | Commons (més fotos)              | Dades a WD                    |
| ------ | ------------------ | ------------ | ------------ | ------- | ---------------------------------------------------- | --------- | -------------------------------- | ----------------------------- |
|        | Carrer Cavallers   | Esparreguera | carrer       |         | 41° 32′ 18″ N, 1° 52′ 15″ E / 41.538421°N,1.870952°E |           | Carrer Cavallers (Esparreguera)  | Modifica les dades a Wikidata |
|        | Carrer Gran        | Esparreguera | carrer       |         | 41° 32′ 23″ N, 1° 52′ 11″ E / 41.5396°N,1.86982°E    |           | Carrer Gran (Esparreguera)       | Modifica les dades a Wikidata |
|        | Carrer Montserrat  | Esparreguera | carrer       |         | 41° 32′ 29″ N, 1° 52′ 04″ E / 41.5413°N,1.86787°E    |           | Carrer Montserrat (Esparreguera) | Modifica les dades a Wikidata |
|        | carrer dels Arbres | Esparreguera | carrer       |         | 41° 32′ 24″ N, 1° 52′ 05″ E / 41.54°N,1.86799°E      |           | Carrer dels Arbres               | Modifica les dades a Wikidata |

## casa
| imatge | Nom                                            | Ubicat a     | instància de | Detalls                                                                 | coordenades                                                                      | Protecció                                  | Commons (més fotos)                                    | Dades a WD                    |
| ------ | ---------------------------------------------- | ------------ | ------------ | ----------------------------------------------------------------------- | -------------------------------------------------------------------------------- | ------------------------------------------ | ------------------------------------------------------ | ----------------------------- |
|        | Ca l'Idílio                                    | Esparreguera | casa         | Estil: arquitectura eclèctica 1899                                      | 41° 32′ 28″ N, 1° 52′ 09″ E / 41.541°N,1.86918°E ca:Plaça Santa Eulàlia, 6       | bé integrant del patrimoni cultural català | Ca l'Idílio (Esparreguera)                             | Modifica les dades a Wikidata |
|        | Ca la Teta                                     | Esparreguera | casa         | 16th century                                                            | 41° 32′ 19″ N, 1° 52′ 15″ E / 41.5385°N,1.87085°E ca:C/ Cavallers, 12-14.        | bé integrant del patrimoni cultural català | Ca la Teta (Esparreguera)                              | Modifica les dades a Wikidata |
|        | Cal Bacallaner                                 | Esparreguera | casa         | Estil: historicisme arquitectònic 19th century                          | 41° 32′ 12″ N, 1° 52′ 16″ E / 41.5367°N,1.8712°E ca:Barcelona, 34                | bé integrant del patrimoni cultural català | Cal Bacallaner (Esparreguera)                          | Modifica les dades a Wikidata |
|        | Cal Campaner                                   | Esparreguera | casa         | Estil: arquitectura popular                                             | 41° 32′ 25″ N, 1° 52′ 08″ E / 41.5404°N,1.86898°E ca:C/ Gran, 70.                | bé integrant del patrimoni cultural català | Cal Campaner (Esparreguera)                            | Modifica les dades a Wikidata |
|        | Cal Cuc                                        | Esparreguera | casa         | Estil: arquitectura popular                                             | 41° 32′ 37″ N, 1° 51′ 54″ E / 41.5435°N,1.86488°E ca:C/ Bruc,15.                 | bé integrant del patrimoni cultural català | Cal Cuc (Esparreguera)                                 | Modifica les dades a Wikidata |
|        | Cal Fàbregues                                  | Esparreguera | casa         | Estil: gòtic flamíger 16th century                                      | 41° 32′ 16″ N, 1° 52′ 18″ E / 41.5378°N,1.87154°E ca:Cavallers, 43               | bé integrant del patrimoni cultural català | Cal Fàbregues (Esparreguera)                           | Modifica les dades a Wikidata |
|        | Cal Gerrer                                     | Esparreguera | casa         | Estil: arquitectura popular 18th century                                | 41° 32′ 18″ N, 1° 52′ 10″ E / 41.5382°N,1.86935°E ca:Hospital, 29                | bé integrant del patrimoni cultural català | Cal Gerrer (Esparreguera)                              | Modifica les dades a Wikidata |
|        | Cal Masana                                     | Esparreguera | casa         | Estil: arquitectura popular gòtic tardà                                 | 41° 32′ 23″ N, 1° 52′ 11″ E / 41.5398°N,1.86969°E ca:C/ Gran, 40.                | bé integrant del patrimoni cultural català | Cal Masana (Esparreguera)                              | Modifica les dades a Wikidata |
|        | Cal Pau Canterer                               | Esparreguera | casa         | Estil: arquitectura popular 18th century                                | 41° 32′ 28″ N, 1° 52′ 00″ E / 41.541°N,1.86679°E ca:C/ Ferran Puig, 27-29.       | bé integrant del patrimoni cultural català | Cal Pau Canterer (Esparreguera)                        | Modifica les dades a Wikidata |
|        | Cal Sant                                       | Esparreguera | casa         | Estil: arquitectura popular 20th century                                | 41° 32′ 21″ N, 1° 52′ 14″ E / 41.5391°N,1.87048°E ca:Plaça Ajuntament,2          | bé integrant del patrimoni cultural català | Cal Sant (Esparreguera)                                | Modifica les dades a Wikidata |
|        | Can Fontimarc                                  | Esparreguera | casa         | Estil: arquitectura popular 20th century                                | 41° 32′ 25″ N, 1° 52′ 03″ E / 41.5402°N,1.8676°E ca:C/ Arbres, 41.               | bé integrant del patrimoni cultural català | Can Fontimarc (Esparreguera)                           | Modifica les dades a Wikidata |
|        | Can Mata                                       | Esparreguera | casa         | Estil: arquitectura eclèctica 19th century                              | 41° 32′ 23″ N, 1° 52′ 04″ E / 41.5397°N,1.86785°E ca:C/ Arbres, 27.              | bé integrant del patrimoni cultural català | Can Mata (Esparreguera)                                | Modifica les dades a Wikidata |
|        | Can Mossèn Casimiro                            | Esparreguera | casa         | Estil: historicisme arquitectònic 1580                                  | 41° 32′ 35″ N, 1° 51′ 56″ E / 41.5431°N,1.86542°E ca:Bruc, 1                     | bé integrant del patrimoni cultural català | Can Mossèn Casimiro (Esparreguera)                     | Modifica les dades a Wikidata |
|        | Can Pasqual                                    | Esparreguera | casa         | Estil: arquitectura eclèctica                                           | 41° 32′ 17″ N, 1° 52′ 16″ E / 41.5381°N,1.87115°E ca:Cavallers, 26               | bé integrant del patrimoni cultural català | Can Pasqual (Esparreguera)                             | Modifica les dades a Wikidata |
|        | Can Santjoan                                   | Esparreguera | casa         | Estil: arquitectura popular 17th century                                | 41° 33′ 03″ N, 1° 51′ 30″ E / 41.5509°N,1.8583°E ca:Camí de Can Sant Joan.       | bé integrant del patrimoni cultural català | Can Santjoan (Esparreguera)                            | Modifica les dades a Wikidata |
|        | Casa Castells                                  | Esparreguera | casa         | Estil: arquitectura popular 17th century                                | 41° 33′ 14″ N, 1° 52′ 09″ E / 41.5539°N,1.86916°E ca:C/ Gran, 48-50.             | bé integrant del patrimoni cultural català | Casa Castells (Esparreguera)                           | Modifica les dades a Wikidata |
|        | Casa Marimon                                   | Esparreguera | casa         | Estil: arquitectura popular 18th century                                | 41° 32′ 24″ N, 1° 52′ 10″ E / 41.54°N,1.86933°E ca:C/ Gran, 45.                  | bé integrant del patrimoni cultural català | Casa Marimon (Esparreguera)                            | Modifica les dades a Wikidata |
|        | Casa Ramon Ramon                               | Esparreguera | casa         | Estil: arquitectura eclèctica 19th century                              | 41° 32′ 31″ N, 1° 51′ 56″ E / 41.542°N,1.8656°E ca:Ferran Puig, 57-59            | bé integrant del patrimoni cultural català | Casa Ramon Ramon (Esparreguera)                        | Modifica les dades a Wikidata |
|        | Casa natal del Taquígraf Garriga               | Esparreguera | casa         | Estil: arquitectura modernista 1916 Anomenat per: Pere Garriga i Marill | 41° 32′ 31″ N, 1° 52′ 02″ E / 41.5419°N,1.86712°E ca:carrer Montserrat, 48 A     | bé integrant del patrimoni cultural català | Casa natal del Taquígraf Garriga                       | Modifica les dades a Wikidata |
|        | Casa pairal dels Marquesos de Santa Anna       | Esparreguera | casa         | Estil: arquitectura popular Estat: enderrocat o destruït                | 41° 32′ 36″ N, 1° 52′ 03″ E / 41.5433213°N,1.8673959°E                           | bé integrant del patrimoni cultural català |                                                        | Modifica les dades a Wikidata |
|        | Santa Cecília d'Esparreguera                   | Esparreguera | casa         | Estil: arquitectura popular 19th century                                | 41° 32′ 35″ N, 1° 51′ 56″ E / 41.543°N,1.86547°E ca:Plaça Sant Magí, 8-10.       | bé integrant del patrimoni cultural català | Santa Cecília (Esparreguera)                           | Modifica les dades a Wikidata |
|        | edifici d'habitatges al carrer Montserrat, 58A | Esparreguera | casa         | Estil: arquitectura modernista 1916                                     | 41° 32′ 32″ N, 1° 52′ 00″ E / 41.542136°N,1.866776°E ca:Carrer Montserrat, 58A   | bé integrant del patrimoni cultural català | Edifici d'habitatges al carrer Montserrat, 58A         | Modifica les dades a Wikidata |
|        | habitatge a la plaça Santa Eulàlia, 20         | Esparreguera | casa         | Estil: arquitectura eclèctica Estat: enderrocat o destruït              | 41° 32′ 34″ N, 1° 52′ 09″ E / 41.5427902°N,1.8692635°E                           | bé integrant del patrimoni cultural català |                                                        | Modifica les dades a Wikidata |
|        | habitatge a la plaça de l'Ajuntament, 3        | Esparreguera | casa         | Estil: arquitectura modernista 20th century                             | 41° 32′ 21″ N, 1° 52′ 14″ E / 41.539172°N,1.870424°E ca:Plaça de l'Ajuntament, 3 | bé integrant del patrimoni cultural català | Habitatge a la plaça de l'Ajuntament, 3 (Esparreguera) | Modifica les dades a Wikidata |
|        | habitatge al carrer Cavallers, 18              | Esparreguera | casa         | Estil: arquitectura eclèctica 19th century                              | 41° 32′ 18″ N, 1° 52′ 15″ E / 41.538421°N,1.870952°E ca:Cavallers,18             | bé integrant del patrimoni cultural català | Habitatge al carrer Cavallers, 18                      | Modifica les dades a Wikidata |
|        | habitatge al carrer Cavallers, 2 bis           | Esparreguera | casa         |                                                                         | 41° 32′ 19″ N, 1° 52′ 14″ E / 41.538706°N,1.870684°E ca:Cavallers, 2 bis         | bé integrant del patrimoni cultural català | Habitatge al carrer Cavallers, 2 bis                   | Modifica les dades a Wikidata |
|        | habitatge al carrer Cavallers, 45              | Esparreguera | casa         | Estil: arquitectura eclèctica 19th century                              | 41° 32′ 16″ N, 1° 52′ 18″ E / 41.537788°N,1.871635°E ca:Cavallers,45             | bé integrant del patrimoni cultural català | Habitatge al carrer Cavallers, 45                      | Modifica les dades a Wikidata |
|        | habitatge al carrer Gran, 31                   | Esparreguera | casa         | Estil: arquitectura eclèctica 19th century                              | 41° 32′ 22″ N, 1° 52′ 11″ E / 41.539562°N,1.869818°E ca:C/ Gran, 31.             | bé integrant del patrimoni cultural català | Habitatge al carrer Gran, 31                           | Modifica les dades a Wikidata |
|        | habitatge al carrer Gran, 46                   | Esparreguera | casa         | Estil: arquitectura popular                                             | 41° 32′ 24″ N, 1° 52′ 10″ E / 41.539965°N,1.869523°E ca:C/ Gran, 46.             | bé integrant del patrimoni cultural català | Habitatge al carrer Gran, 46                           | Modifica les dades a Wikidata |
|        | habitatge al carrer Montserrat, 10-12          | Esparreguera | casa         | Estil: arquitectura modernista                                          | 41° 32′ 29″ N, 1° 52′ 04″ E / 41.5413°N,1.867869°E ca:Carrer Montserrat, 10-12   | bé integrant del patrimoni cultural català | Habitatge al carrer Montserrat, 10-12                  | Modifica les dades a Wikidata |
|        | habitatge al carrer Montserrat, 18             | Esparreguera | casa         | Estil: arquitectura modernista 1922                                     | 41° 32′ 29″ N, 1° 52′ 04″ E / 41.541397°N,1.867736°E ca:Carrer Montserrat, 18    | bé integrant del patrimoni cultural català | Habitatge al carrer Montserrat, 18                     | Modifica les dades a Wikidata |
|        | habitatge al carrer Montserrat, 25             | Esparreguera | casa         | Estil: arquitectura modernista Estat: enderrocat o destruït             | 41° 32′ 36″ N, 1° 52′ 07″ E / 41.543289°N,1.868655°E ca:Carrer Montserrat, 25    | bé integrant del patrimoni cultural català |                                                        | Modifica les dades a Wikidata |
|        | habitatge al carrer Montserrat, 39             | Esparreguera | casa         | Estil: arquitectura eclèctica                                           | 41° 32′ 30″ N, 1° 52′ 02″ E / 41.541733°N,1.867106°E ca:C/ Montserrat, 39.       | bé integrant del patrimoni cultural català | Habitatge al carrer Montserrat, 39                     | Modifica les dades a Wikidata |
|        | habitatge al carrer Montserrat, 88             | Esparreguera | casa         | Estil: arquitectura popular                                             | 41° 32′ 33″ N, 1° 51′ 58″ E / 41.542625°N,1.866204°E ca:C/ Montserrat, 88.       | bé integrant del patrimoni cultural català | Habitatge al carrer Montserrat, 88                     | Modifica les dades a Wikidata |
|        | habitatge al carrer Montserrat, 95             | Esparreguera | casa         | Estil: arquitectura eclèctica Estat: enderrocat o destruït              | 41° 32′ 41″ N, 1° 52′ 01″ E / 41.5446049°N,1.8669539°E                           | bé integrant del patrimoni cultural català |                                                        | Modifica les dades a Wikidata |
|        | habitatge al carrer de l'Hospital, 13          | Esparreguera | casa         |                                                                         | 41° 32′ 25″ N, 1° 52′ 15″ E / 41.5403°N,1.87096°E                                | bé integrant del patrimoni cultural català | Habitatge al carrer Hospital, 13                       | Modifica les dades a Wikidata |
|        | habitatge al carrer dels Arbres, 38A           | Esparreguera | casa         | Estil: arquitectura modernista 1923                                     | 41° 32′ 24″ N, 1° 52′ 05″ E / 41.539995°N,1.867988°E ca:Carrer dels Arbres, 38A  | bé integrant del patrimoni cultural català | Habitatge al carrer dels Arbres, 38A                   | Modifica les dades a Wikidata |
|        | habitatge al carrer dels Arbres, 46            | Esparreguera | casa         | Estil: arquitectura eclèctica 19th century                              | 41° 32′ 25″ N, 1° 52′ 03″ E / 41.540405°N,1.867609°E ca:C/ Arbres,46.            | bé integrant del patrimoni cultural català | Habitatge al carrer dels Arbres, 46                    | Modifica les dades a Wikidata |
|        | habitatge al carrer dels Arbres, 48            | Esparreguera | casa         | Estil: arquitectura popular 19th century                                | 41° 32′ 26″ N, 1° 52′ 03″ E / 41.540459°N,1.86756°E ca:C/ Arbres,48.             | bé integrant del patrimoni cultural català | Habitatge al carrer dels Arbres, 48                    | Modifica les dades a Wikidata |

## castell
| imatge | Nom                    | Ubicat a     | instància de   | Detalls                 | coordenades                                                                | Protecció                                            | Commons (més fotos)          | Dades a WD                    |
| ------ | ---------------------- | ------------ | -------------- | ----------------------- | -------------------------------------------------------------------------- | ---------------------------------------------------- | ---------------------------- | ----------------------------- |
|        | Castell d'Esparreguera | Esparreguera | castell        | Estil: romànic llombard | 41° 33′ 04″ N, 1° 52′ 18″ E / 41.551°N,1.87158°E                           | bé d'interès cultural bé cultural d'interès nacional | Castell d'Esparreguera       | Modifica les dades a Wikidata |
|        | Castell de les Espases | Esparreguera | castell ermita | Estat: malmès           | 41° 34′ 45″ N, 1° 53′ 04″ E / 41.579093°N,1.884447°E ca:Cim de les Espases | bé d'interès cultural bé cultural d'interès nacional | Sant Salvador de les Espases | Modifica les dades a Wikidata |

## cova
| imatge | Nom                  | Ubicat a     | instància de | Detalls | coordenades                                                                                | Protecció | Commons (més fotos) | Dades a WD                    |
| ------ | -------------------- | ------------ | ------------ | ------- | ------------------------------------------------------------------------------------------ | --------- | ------------------- | ----------------------------- |
|        | cova del Petrecó     | Esparreguera | cova         |         | 41° 33′ 42″ N, 1° 51′ 37″ E / 41.5615991351582°N,1.86033705472121°E                        |           |                     | Modifica les dades a Wikidata |
|        | coves de Can Tovella | Esparreguera | cova         |         | 41° 34′ 36″ N, 1° 52′ 20″ E / 41.5767760164939°N,1.8721974932928°E ca:Camí de Can Tobella. |           |                     | Modifica les dades a Wikidata |
|        | la Cova              | Esparreguera | cova         |         | 41° 31′ 03″ N, 1° 51′ 52″ E / 41.5176047265011°N,1.86454877686113°E ca:Riera de Masquefa.  |           |                     | Modifica les dades a Wikidata |

## edifici
| imatge | Nom                                       | Ubicat a     | instància de          | Detalls                                                                  | coordenades                                                                                 | Protecció                                  | Commons (més fotos)                            | Dades a WD                    |
| ------ | ----------------------------------------- | ------------ | --------------------- | ------------------------------------------------------------------------ | ------------------------------------------------------------------------------------------- | ------------------------------------------ | ---------------------------------------------- | ----------------------------- |
|        | Ateneu d'Esparreguera                     | Esparreguera | edifici               | Estil: noucentisme 1926                                                  | 41° 32′ 18″ N, 1° 52′ 03″ E / 41.5383°N,1.86756°E ca:Av. Francesc Macià, 26.                | bé integrant del patrimoni cultural català | Ateneu (Esparreguera)                          | Modifica les dades a Wikidata |
|        | Barraca de Can Dalmases                   | Esparreguera | edifici               | Estil: arquitectura popular                                              |                                                                                             | bé integrant del patrimoni cultural català |                                                | Modifica les dades a Wikidata |
|        | Botiga de Cal Gerrer                      | Esparreguera | edifici               | Estil: arquitectura popular 18th century                                 | 41° 32′ 18″ N, 1° 52′ 09″ E / 41.5383°N,1.86914°E ca:carrer de l'Hospital, 32               | bé integrant del patrimoni cultural català | Botiga de Cal Gerrer (Esparreguera)            | Modifica les dades a Wikidata |
|        | Caserna de la Guàrdia Civil               | Esparreguera | edifici               | Estil: arquitectura eclèctica 1855                                       | 41° 32′ 21″ N, 1° 52′ 06″ E / 41.5393°N,1.86831°E ca:C/ Arbres,19.                          | bé integrant del patrimoni cultural català | Caserna de la Guàrdia Civil (Esparreguera)     | Modifica les dades a Wikidata |
|        | Escola Mare de Déu de la Muntanya         | Esparreguera | edifici               | Estil: noucentisme 1931                                                  | 41° 32′ 17″ N, 1° 52′ 06″ E / 41.538°N,1.86844°E ca:Plaça Santa Anna                        | bé integrant del patrimoni cultural català | Escola Mare de Déu de la Muntanya              | Modifica les dades a Wikidata |
|        | Escola Municipal de Música (Esparreguera) | Esparreguera | edifici               | Estil: arquitectura eclèctica                                            | 41° 32′ 18″ N, 1° 52′ 16″ E / 41.5383°N,1.87101°E ca:C/ Cavallers, 20.                      | bé integrant del patrimoni cultural català | Escola Municipal de Música (Esparreguera)      | Modifica les dades a Wikidata |
|        | Escorxador                                | Esparreguera | edifici               | Arquitecte: Josep Domènech i Mansana Estil: arquitectura modernista 1925 | 41° 32′ 33″ N, 1° 52′ 10″ E / 41.5425°N,1.86954°E ca:Llobregat, 2                           | bé integrant del patrimoni cultural català | Escorxador (Esparreguera)                      | Modifica les dades a Wikidata |
|        | Fàbrica Montané i Font                    | Esparreguera | edifici               | Estil: arquitectura popular                                              | 41° 32′ 25″ N, 1° 51′ 59″ E / 41.5402°N,1.86629°E ca:C/ Balmes amb Avinguda Francesc Macià. | bé integrant del patrimoni cultural català | Xemeneia de l'antiga Fàbrica de les Tovalloles | Modifica les dades a Wikidata |
|        | Hospital Vell                             | Esparreguera | edifici               | Estil: arquitectura eclèctica                                            | 41° 32′ 32″ N, 1° 52′ 45″ E / 41.5423°N,1.87917°E                                           | bé integrant del patrimoni cultural català |                                                | Modifica les dades a Wikidata |
|        | Hostal del Pitangó                        | Esparreguera | edifici               | Estil: arquitectura popular                                              | 41° 32′ 16″ N, 1° 52′ 17″ E / 41.5378°N,1.87138°E ca:C/ Cavallers, 34.                      | bé integrant del patrimoni cultural català | Hostal del Pitangó (Esparreguera)              | Modifica les dades a Wikidata |
|        | Mercat municipal d'Esparreguera           | Esparreguera | edifici mercat cobert | Estil: noucentisme 1911                                                  | 41° 32′ 16″ N, 1° 52′ 05″ E / 41.5377°N,1.86796°E ca:Plaça Santa Anna                       | bé integrant del patrimoni cultural català | Mercat municipal (Esparreguera)                | Modifica les dades a Wikidata |
|        | Safareig de Cordelles                     | Esparreguera | edifici               | 1867                                                                     | 41° 32′ 23″ N, 1° 52′ 38″ E / 41.5398°N,1.87716°E ca:C/Hortes.                              | bé integrant del patrimoni cultural català |                                                | Modifica les dades a Wikidata |
|        | la Fleca                                  | Esparreguera | edifici               | Estil: arquitectura modernista 1923                                      | 41° 32′ 24″ N, 1° 52′ 05″ E / 41.5399°N,1.86805°E ca:Dels Arbres, 38                        | bé integrant del patrimoni cultural català | La Fleca (Esparreguera)                        | Modifica les dades a Wikidata |
|        | la Puda                                   | Esparreguera | edifici               | 1870                                                                     | 41° 34′ 16″ N, 1° 52′ 36″ E / 41.571°N,1.87656°E ca:Crtra. C-55 a Manresa                   | bé integrant del patrimoni cultural català | La Puda de Montserrat                          | Modifica les dades a Wikidata |

## entitat singular de població
| imatge | Nom              | Ubicat a     | instància de                                                                   | Detalls                                  | coordenades                                                                                        | Protecció                                                              | Commons (més fotos) | Dades a WD                    |
| ------ | ---------------- | ------------ | ------------------------------------------------------------------------------ | ---------------------------------------- | -------------------------------------------------------------------------------------------------- | ---------------------------------------------------------------------- | ------------------- | ----------------------------- |
|        | Can Rial         | Esparreguera | entitat singular de població                                                   | 1968 hab                                 | 41° 31′ 34″ N, 1° 51′ 45″ E / 41.526214146834°N,1.8626080663972°E 199 msnm                         |                                                                        |                     | Modifica les dades a Wikidata |
|        | Colònia Sedó     | Esparreguera | entitat singular de població colònia industrial                                | Estil: arquitectura popular 1846 377 hab | 41° 33′ 03″ N, 1° 52′ 19″ E / 41.550819°N,1.871912°E ca:Colònia Sedó. Crtra. a Can Vinyals 83 msnm | bé integrant del patrimoni cultural català bé cultural d'interès local | Colònia Sedó        | Modifica les dades a Wikidata |
|        | Esparreguera     | Esparreguera | entitat singular de població capital municipal ens local històric de Catalunya | 17976 hab                                | 41° 32′ 17″ N, 1° 52′ 13″ E / 41.53809°N,1.87025°E 186 msnm                                        |                                                                        |                     | Modifica les dades a Wikidata |
|        | el Mas d'en Gall | Esparreguera | entitat singular de població                                                   | 2178 hab                                 | 41° 32′ 01″ N, 1° 50′ 22″ E / 41.5335046024994°N,1.83950502380988°E 271 msnm                       |                                                                        |                     | Modifica les dades a Wikidata |

## església
| imatge | Nom                                | Ubicat a     | instància de     | Detalls                                                                           | coordenades                                                                                               | Protecció                                  | Commons (més fotos)              | Dades a WD                    |
| ------ | ---------------------------------- | ------------ | ---------------- | --------------------------------------------------------------------------------- | --- | ------------------------------------------ | -------------------------------- | ----------------------------- |
|        | Oliveres de la Plaça de l'Església | Esparreguera | església         | 20th century                                                                      | 41° 32′ 28″ N, 1° 52′ 06″ E / 41.541°N,1.86837°E ca:Plaça de Santa Eulàlia, s/n.                          |                                            |                                  | Modifica les dades a Wikidata |
|        | Santa Eulàlia d'Esparreguera       | Esparreguera | església         | Estil: arquitectura gòtica arquitectura del Renaixement arquitectura barroca 1612 | 41° 32′ 28″ N, 1° 52′ 07″ E / 41.54111111°N,1.86861111°E ca:Plaça de Santa Eulàlia                        | bé integrant del patrimoni cultural català | Santa Eulàlia d'Esparreguera     | Modifica les dades a Wikidata |
|        | Santa Margarida del Cairat         | Esparreguera | església         | Estil: arquitectura romànica                                                      | 41° 34′ 04″ N, 1° 51′ 58″ E / 41.5679°N,1.86609°E ca:Camí de Ca n'Estruch, des de la crtra. de Montserrat | bé integrant del patrimoni cultural català |                                  | Modifica les dades a Wikidata |
|        | Santa Victorina                    | Esparreguera | església capella | Estil: historicisme arquitectònic 1892                                            | 41° 33′ 02″ N, 1° 52′ 20″ E / 41.5506544676315°N,1.87211209894462°E ca:Colònia Sedó. Crtra. a Can Vinyals |                                            |                                  | Modifica les dades a Wikidata |
|        | ermita del Puig                    | Esparreguera | església         | Estil: arquitectura romànica arquitectura gòtica 12nd century                     | 41° 33′ 05″ N, 1° 52′ 10″ E / 41.551331°N,1.869457°E ca:Camí del Puig, direcció Colònia Sedó              | bé integrant del patrimoni cultural català | Església de Santa Maria del Puig | Modifica les dades a Wikidata |

## estació de ferrocarril
| imatge | Nom                          | Ubicat a                             | instància de                                | Detalls | coordenades                                                 | Protecció | Commons (més fotos)              | Dades a WD                    |
| ------ | ---------------------------- | ------------------------------------ | ------------------------------------------- | ------- | ----------------------------------------------------------- | --------- | -------------------------------- | ----------------------------- |
|        | Estació d'Aeri de Montserrat | Monistrol de Montserrat Esparreguera | estació de ferrocarril estació de telefèric |         | 41° 35′ 27″ N, 1° 51′ 11″ E / 41.590875°N,1.8531805555556°E |           | Aeri de Montserrat train station | Modifica les dades a Wikidata |
|        | Estació d'Esparreguera       | Esparreguera                         | estació de ferrocarril edifici              |         | 41° 31′ 44″ N, 1° 53′ 21″ E / 41.5288°N,1.88906°E           |           |                                  | Modifica les dades a Wikidata |

## font
| imatge | Nom                                               | Ubicat a     | instància de | Detalls | coordenades                                                                                  | Protecció | Commons (més fotos) | Dades a WD                    |
| ------ | ------------------------------------------------- | ------------ | ------------ | ------- | -------------------------------------------------------------------------------------------- | --------- | ------------------- | ----------------------------- |
|        | Font-safareig de Can Tobella                      | Esparreguera | font         |         | 41° 34′ 36″ N, 1° 52′ 12″ E / 41.57667°N,1.87002°E ca:Can Tobella                            |           |                     | Modifica les dades a Wikidata |
|        | font d'en Pemán o de l'ermità                     | Esparreguera | font         | 1929    | 41° 34′ 39″ N, 1° 52′ 50″ E / 41.5776°N,1.8805°E ca:Torrent de Sant Salvador de les Espases. |           |                     | Modifica les dades a Wikidata |
|        | font de l'ermita de Sant Salvador de les Espases. | Esparreguera | font         |         | 41° 34′ 45″ N, 1° 53′ 03″ E / 41.57903°N,1.88421°E ca:Sant Salvador de les Espases.          |           |                     | Modifica les dades a Wikidata |
|        | font del Torrent Mal                              | Esparreguera | font         |         | 41° 32′ 18″ N, 1° 51′ 56″ E / 41.53832°N,1.86547°E ca:Torrent Mal                            |           |                     | Modifica les dades a Wikidata |

## indret
| imatge | Nom                | Ubicat a     | instància de | Detalls | coordenades                                                  | Protecció | Commons (més fotos) | Dades a WD                    |
| ------ | ------------------ | ------------ | ------------ | ------- | ------------------------------------------------------------ | --------- | ------------------- | ----------------------------- |
|        | Les Roques Blaves  | Esparreguera | indret       |         |                                                              |           |                     | Modifica les dades a Wikidata |
|        | congost del Cairat | Esparreguera | indret       |         | 41° 34′ 14″ N, 1° 51′ 55″ E / 41.570529°N,1.865308°E 85 msnm |           | Congost del Cairat  | Modifica les dades a Wikidata |

## masia
| imatge | Nom                     | Ubicat a     | instància de          | Detalls                                  | coordenades                                                                                          | Protecció                                  | Commons (més fotos)            | Dades a WD                    |
| ------ | ----------------------- | ------------ | --------------------- | ---------------------------------------- | --- | ------------------------------------------ | ------------------------------ | ----------------------------- |
|        | Ca l'Andrés             | Esparreguera | masia                 |                                          | 41° 32′ 23″ N, 1° 52′ 53″ E / 41.5397031241607°N,1.88147357367402°E                                  |                                            |                                | Modifica les dades a Wikidata |
|        | Ca l'Esperança          | Esparreguera | masia                 |                                          | 41° 33′ 10″ N, 1° 51′ 57″ E / 41.5527085170622°N,1.86574523021592°E                                  |                                            |                                | Modifica les dades a Wikidata |
|        | Ca la Miquela           | Esparreguera | masia                 |                                          | 41° 32′ 29″ N, 1° 52′ 48″ E / 41.5413634764662°N,1.87993437841557°E                                  |                                            |                                | Modifica les dades a Wikidata |
|        | Ca n'Estruc Vell        | Esparreguera | masia                 | Estil: arquitectura popular 15th century | 41° 34′ 12″ N, 1° 51′ 30″ E / 41.57°N,1.85843°E ca:Pista forestal de Ca n'Estruc del Cairat          | bé integrant del patrimoni cultural català |                                | Modifica les dades a Wikidata |
|        | Ca n'Estruc de la Riera | Esparreguera | masia Ús: agricultura | Estil: arquitectura popular 16th century | 41° 31′ 36″ N, 1° 53′ 38″ E / 41.5268°N,1.894°E ca:C-14114, camí de Ca n'Estruc de la Riera          | bé integrant del patrimoni cultural català |                                | Modifica les dades a Wikidata |
|        | Ca n'Estruch Nou        | Esparreguera | masia                 | Estil: arquitectura popular 18th century | 41° 34′ 20″ N, 1° 51′ 41″ E / 41.5723°N,1.86128°E ca:Carretera de Santa Margarida del Cairat.        | bé integrant del patrimoni cultural català |                                | Modifica les dades a Wikidata |
|        | Ca n'Àngel              | Esparreguera | masia                 | Estil: arquitectura popular 18th century | 41° 33′ 21″ N, 1° 51′ 01″ E / 41.5558°N,1.85019°E ca:Camí a Can Roca                                 | bé integrant del patrimoni cultural català |                                | Modifica les dades a Wikidata |
|        | Cal Mates               | Esparreguera | masia                 |                                          | 41° 32′ 25″ N, 1° 52′ 51″ E / 41.5402113157203°N,1.88093732069415°E                                  |                                            |                                | Modifica les dades a Wikidata |
|        | Cal Paz                 | Esparreguera | masia                 |                                          | 41° 32′ 21″ N, 1° 52′ 58″ E / 41.5391653152365°N,1.88266968681225°E                                  |                                            |                                | Modifica les dades a Wikidata |
|        | Can Benet               | Esparreguera | masia                 |                                          | 41° 34′ 34″ N, 1° 52′ 03″ E / 41.5760645697953°N,1.86762772246467°E                                  |                                            |                                | Modifica les dades a Wikidata |
|        | Can Cardús              | Esparreguera | masia                 |                                          | 41° 32′ 17″ N, 1° 49′ 40″ E / 41.5379261935732°N,1.8278694642948°E                                   |                                            |                                | Modifica les dades a Wikidata |
|        | Can Castells            | Esparreguera | masia                 | Estil: arquitectura popular 1844         | 41° 33′ 40″ N, 1° 52′ 20″ E / 41.5612°N,1.87231°E ca:Camí de Can Castells                            | bé integrant del patrimoni cultural català | Can Castells (Esparreguera)    | Modifica les dades a Wikidata |
|        | Can Claramunt           | Esparreguera | masia                 |                                          | 41° 31′ 48″ N, 1° 53′ 40″ E / 41.5300915284944°N,1.89441695144797°E                                  |                                            |                                | Modifica les dades a Wikidata |
|        | Can Comelles            | Esparreguera | masia                 |                                          | 41° 32′ 54″ N, 1° 51′ 52″ E / 41.5482°N,1.86436°E ca:Camí Can Comelles s/n                           | bé integrant del patrimoni cultural català | Can Comelles                   | Modifica les dades a Wikidata |
|        | Can Cortadella          | Esparreguera | masia                 |                                          | 41° 31′ 47″ N, 1° 54′ 12″ E / 41.5296715627507°N,1.90323424671887°E                                  |                                            |                                | Modifica les dades a Wikidata |
|        | Can Febrer              | Esparreguera | masia                 |                                          | 41° 31′ 15″ N, 1° 51′ 24″ E / 41.520751402668°N,1.8567113322844°E                                    |                                            |                                | Modifica les dades a Wikidata |
|        | Can Font Rosada         | Esparreguera | masia                 | Estil: arquitectura popular 1830s        | 41° 33′ 37″ N, 1° 52′ 25″ E / 41.5604°N,1.87374°E ca:Can Vinyals / Camí vell de Monistrol            | bé integrant del patrimoni cultural català | Can Castells (Esparreguera)    | Modifica les dades a Wikidata |
|        | Can Golart              | Esparreguera | masia                 | Estil: arquitectura popular 1512         | 41° 32′ 07″ N, 1° 51′ 18″ E / 41.5353°N,1.85491°E ca:Camí de Can Golart                              | bé integrant del patrimoni cultural català |                                | Modifica les dades a Wikidata |
|        | Can Paloma              | Esparreguera | masia                 | Estil: arquitectura popular 19th century | 41° 34′ 05″ N, 1° 52′ 18″ E / 41.568°N,1.87155°E ca:Carretera C-55 204 msnm                          | bé integrant del patrimoni cultural català | Can Paloma (Esparreguera)      | Modifica les dades a Wikidata |
|        | Can Parent Nou          | Esparreguera | masia                 |                                          | 41° 31′ 40″ N, 1° 49′ 57″ E / 41.527714993513°N,1.8326165575051°E                                    |                                            |                                | Modifica les dades a Wikidata |
|        | Can Rial                | Esparreguera | masia                 | Estil: arquitectura popular              | 41° 31′ 30″ N, 1° 51′ 37″ E / 41.5249°N,1.8603°E ca:Av. Rafael Casanovas, 17.                        | bé integrant del patrimoni cultural català |                                | Modifica les dades a Wikidata |
|        | Can Roca                | Esparreguera | masia                 | Estil: arquitectura popular              | 41° 33′ 14″ N, 1° 51′ 34″ E / 41.5538°N,1.85951°E ca:Camí de Can Sant Joan.                          | bé integrant del patrimoni cultural català | Can Roca (Esparreguera)        | Modifica les dades a Wikidata |
|        | Can Rubió               | Esparreguera | masia                 | Estil: arquitectura popular 16th century | 41° 33′ 31″ N, 1° 50′ 54″ E / 41.5587°N,1.84847°E ca:Camí de les Alzines.                            | bé integrant del patrimoni cultural català |                                | Modifica les dades a Wikidata |
|        | Can Treco               | Esparreguera | masia                 |                                          | 41° 31′ 59″ N, 1° 49′ 57″ E / 41.5331912080246°N,1.83257003185749°E                                  |                                            |                                | Modifica les dades a Wikidata |
|        | Can Vinyals             | Esparreguera | masia                 |                                          | 41° 33′ 32″ N, 1° 52′ 26″ E / 41.5589584428066°N,1.87388643205682°E                                  |                                            |                                | Modifica les dades a Wikidata |
|        | Cordelles               | Esparreguera | masia                 | Estil: arquitectura popular              | 41° 32′ 24″ N, 1° 52′ 35″ E / 41.5399°N,1.87642°E ca:C/ Hortes                                       | bé integrant del patrimoni cultural català | Masia Cordelles (Esparreguera) | Modifica les dades a Wikidata |
|        | Mas Oliva               | Esparreguera | masia                 | Estil: arquitectura popular              | 41° 34′ 04″ N, 1° 52′ 37″ E / 41.56765°N,1.87703°E                                                   | bé integrant del patrimoni cultural català |                                | Modifica les dades a Wikidata |
|        | can Tobella             | Esparreguera | masia                 | Estil: arquitectura popular 13rd century | 41° 34′ 29″ N, 1° 52′ 00″ E / 41.574838°N,1.866546°E ca:Carretera C-55, km 7,1, per la Puda 163 msnm | bé integrant del patrimoni cultural català | Can Tobella                    | Modifica les dades a Wikidata |
|        | el Batlló               | Esparreguera | masia                 |                                          | 41° 33′ 07″ N, 1° 51′ 22″ E / 41.5519020610923°N,1.85616678582472°E                                  |                                            |                                | Modifica les dades a Wikidata |
|        | el Maset                | Esparreguera | masia                 |                                          | 41° 31′ 29″ N, 1° 53′ 31″ E / 41.5246286540868°N,1.89207686990244°E                                  |                                            |                                | Modifica les dades a Wikidata |
|        | la Miranda              | Esparreguera | masia                 |                                          | 41° 32′ 29″ N, 1° 52′ 37″ E / 41.5412524929141°N,1.87686718140507°E                                  |                                            |                                | Modifica les dades a Wikidata |
|        | la Sínia                | Esparreguera | masia                 |                                          | 41° 32′ 13″ N, 1° 53′ 10″ E / 41.5369750995551°N,1.88623183952743°E                                  |                                            |                                | Modifica les dades a Wikidata |
|        | la Vinya Vella          | Esparreguera | masia                 | Estil: arquitectura popular              | 41° 32′ 55″ N, 1° 50′ 51″ E / 41.5487°N,1.84743°E ca:N-II                                            | bé integrant del patrimoni cultural català |                                | Modifica les dades a Wikidata |

## monument
| imatge | Nom                                                 | Ubicat a     | instància de | Detalls | coordenades | Protecció | Commons (més fotos) | Dades a WD                    |
| ------ | --------------------------------------------------- | ------------ | ------------ | ------- | --- | --------- | ------------------- | ----------------------------- |
|        | Escultura Utopia                                    | Esparreguera | monument     |         | 41° 32′ 06″ N, 1° 52′ 33″ E / 41.53486251831055°N,1.8758100271224976°E ca:Parc de la Vila                                                                |           |                     | Modifica les dades a Wikidata |
|        | Monument En Homenatge Als Terrissers d'esparreguera | Esparreguera | monument     | 2007    | 41° 32′ 27″ N, 1° 52′ 06″ E / 41.54087°N,1.86822°E 41° 32′ 27″ N, 1° 52′ 06″ E / 41.540863037109375°N,1.8682359457015991°E ca:Plaça de Santa Eulàlia s/n |           |                     | Modifica les dades a Wikidata |

## muntanya
| imatge | Nom                    | Ubicat a                                        | instància de | Detalls | coordenades                                                                                           | Protecció | Commons (més fotos)               | Dades a WD                    |
| ------ | ---------------------- | ----------------------------------------------- | ------------ | ------- | --- | --------- | --------------------------------- | ----------------------------- |
|        | Castell de les Espases | Esparreguera                                    | muntanya     |         | 41° 34′ 45″ N, 1° 53′ 04″ E / 41.5790930928°N,1.88442879727°E ca:Prop del torrent de l'Afrau 413 msnm |           | Castell de les Espases (cim)      | Modifica les dades a Wikidata |
|        | Cul de Portadora       | Monistrol de Montserrat Esparreguera Vacarisses | muntanya     |         | 41° 35′ 32″ N, 1° 51′ 48″ E / 41.5923°N,1.86344°E 461 msnm                                            |           | Cul de Portadora                  | Modifica les dades a Wikidata |
|        | Puig de l'Hospici      | Esparreguera Vacarisses                         | muntanya     |         | 41° 35′ 00″ N, 1° 53′ 22″ E / 41.5834°N,1.88939°E 517 msnm                                            |           | Puig de l'Hospici                 | Modifica les dades a Wikidata |
|        | el Puig                | Esparreguera                                    | muntanya     |         | 41° 33′ 26″ N, 1° 51′ 56″ E / 41.5573°N,1.86544°E 274.8 msnm                                          |           |                                   | Modifica les dades a Wikidata |
|        | pla de les Bruixes     | Esparreguera                                    | muntanya     |         | 41° 34′ 48″ N, 1° 52′ 07″ E / 41.57994444°N,1.86858333°E 396 msnm                                     |           | Pla de les Bruixes (Esparreguera) | Modifica les dades a Wikidata |
|        | turó de la Socarrada   | Esparreguera Vacarisses                         | muntanya     |         | 41° 35′ 07″ N, 1° 52′ 51″ E / 41.58525°N,1.88083333°E ca:Camí del Tossal Rodó. 518.6 msnm             |           | Turó de la Socarrada              | Modifica les dades a Wikidata |

## nucli de població
| imatge | Nom         | Ubicat a     | instància de      | Detalls | coordenades                                                       | Protecció | Commons (més fotos) | Dades a WD                    |
| ------ | ----------- | ------------ | ----------------- | ------- | ----------------------------------------------------------------- | --------- | ------------------- | ----------------------------- |
|        | Can Roca    | Esparreguera | nucli de població |         | 41° 33′ 04″ N, 1° 50′ 30″ E / 41.551226125642°N,1.8417859501969°E |           |                     | Modifica les dades a Wikidata |
|        | Can Vinyals | Esparreguera | nucli de població |         | 41° 33′ 29″ N, 1° 52′ 31″ E / 41.55792°N,1.87527°E                |           |                     | Modifica les dades a Wikidata |

## polígon industrial
| imatge | Nom                                 | Ubicat a     | instància de       | Detalls | coordenades                                                         | Protecció | Commons (més fotos) | Dades a WD                    |
| ------ | ----------------------------------- | ------------ | ------------------ | ------- | ------------------------------------------------------------------- | --------- | ------------------- | ----------------------------- |
|        | Polígon industrial Can Comelles     | Esparreguera | polígon industrial |         | 41° 32′ 44″ N, 1° 51′ 37″ E / 41.545574040493°N,1.86019890292471°E  |           |                     | Modifica les dades a Wikidata |
|        | Polígon industrial Can Comelles Sud | Esparreguera | polígon industrial |         | 41° 32′ 54″ N, 1° 51′ 23″ E / 41.5483286349115°N,1.85640963141077°E |           |                     | Modifica les dades a Wikidata |
|        | Polígon industrial Can Roca         | Esparreguera | polígon industrial |         | 41° 33′ 09″ N, 1° 51′ 04″ E / 41.5524818878425°N,1.85108446186519°E |           |                     | Modifica les dades a Wikidata |
|        | Polígon industrial L'Olana          | Esparreguera | polígon industrial |         | 41° 31′ 45″ N, 1° 52′ 06″ E / 41.5291541103753°N,1.86842223688776°E |           |                     | Modifica les dades a Wikidata |
|        | Polígon industrial Magarola Sud     | Esparreguera | polígon industrial |         | 41° 31′ 32″ N, 1° 52′ 40″ E / 41.525554093814°N,1.8779058232761°E   |           |                     | Modifica les dades a Wikidata |
|        | Polígon industrial del Sud          | Esparreguera | polígon industrial |         | 41° 31′ 43″ N, 1° 52′ 25″ E / 41.5287275247672°N,1.87359581068934°E |           |                     | Modifica les dades a Wikidata |

## pont
| imatge | Nom                             | Ubicat a                         | instància de           | Detalls                                                       | coordenades                                                                               | Protecció                                  | Commons (més fotos) | Dades a WD                    |
| ------ | ------------------------------- | -------------------------------- | ---------------------- | ------------------------------------------------------------- | ----------------------------------------------------------------------------------------- | ------------------------------------------ | ------------------- | ----------------------------- |
|        | Pont d'Olesa                    | Esparreguera Olesa de Montserrat | pont                   | 1915 Travessa: Llobregat Estat: bon estat                     | 41° 32′ 32″ N, 1° 52′ 52″ E / 41.5422°N,1.88115°E ca:Carretera C-1414.                    |                                            | Pont d'Olesa        | Modifica les dades a Wikidata |
|        | Pont de Ca n'Estruc             | Esparreguera                     | pont                   | Estat: bon estat Ample: 3m                                    | 41° 34′ 22″ N, 1° 51′ 25″ E / 41.57285°N,1.85708°E ca:Carretera B-113                     |                                            |                     | Modifica les dades a Wikidata |
|        | Pont de Can Golard              | Esparreguera                     | pont                   | Estil: arquitectura popular                                   | 41° 32′ 08″ N, 1° 51′ 11″ E / 41.535595°N,1.853099°E                                      | bé integrant del patrimoni cultural català |                     | Modifica les dades a Wikidata |
|        | Pont de la Puda de Montserrat   | Esparreguera                     | pont                   |                                                               | 41° 34′ 14″ N, 1° 52′ 29″ E / 41.57044973012687°N,1.8746154944602127°E                    |                                            |                     | Modifica les dades a Wikidata |
|        | Pont de les Pells o de la Barca | Esparreguera                     | pont                   | Estil: arquitectura popular Travessa: Llobregat Estat: ruïnós | 41° 32′ 32″ N, 1° 52′ 40″ E / 41.54219°N,1.87765°E ca:Carretera de la Colònia Sedó.       | bé integrant del patrimoni cultural català |                     | Modifica les dades a Wikidata |
|        | Pont del Cairat                 | Esparreguera                     | pont                   |                                                               | 41° 34′ 18″ N, 1° 51′ 52″ E / 41.57160405988701°N,1.8645342432880676°E                    |                                            |                     | Modifica les dades a Wikidata |
|        | Pont del Magarola               | Esparreguera Abrera              | pont pont de carretera | Estil: arquitectura popular 1887 Estat: bon estat Alt: 20m    | 41° 31′ 27″ N, 1° 53′ 03″ E / 41.52413°N,1.8841°E ca:A2 Barcelona- Lleida - 08630 Abrera. | bé integrant del patrimoni cultural català |                     | Modifica les dades a Wikidata |
|        | Pont del Truquell               | Esparreguera                     | pont                   |                                                               | 41° 32′ 03″ N, 1° 53′ 15″ E / 41.5341225436642°N,1.88744355826717°E                       |                                            |                     | Modifica les dades a Wikidata |

## serra
| imatge | Nom                 | Ubicat a                | instància de | Detalls | coordenades                                                         | Protecció | Commons (més fotos) | Dades a WD                    |
| ------ | ------------------- | ----------------------- | ------------ | ------- | ------------------------------------------------------------------- | --------- | ------------------- | ----------------------------- |
|        | Serra de Can Rogent | Collbató Esparreguera   | serra        |         | 41° 33′ 58″ N, 1° 50′ 19″ E / 41.56613611°N,1.83857778°E 436.4 msnm |           |                     | Modifica les dades a Wikidata |
|        | serra de Can Rubió  | Esparreguera            | serra        |         | 41° 33′ 50″ N, 1° 50′ 53″ E / 41.56383333°N,1.84797222°E 426.3 msnm |           |                     | Modifica les dades a Wikidata |
|        | serra de l'Hospici  | Esparreguera Vacarisses | serra        |         | 41° 35′ 20″ N, 1° 52′ 42″ E / 41.589°N,1.87842°E 518.6 msnm         |           |                     | Modifica les dades a Wikidata |

## túnel
| imatge | Nom                  | Ubicat a     | instància de | Detalls                                                        | coordenades                                                        | Protecció | Commons (més fotos) | Dades a WD                    |
| ------ | -------------------- | ------------ | ------------ | -------------------------------------------------------------- | ------------------------------------------------------------------ | --------- | ------------------- | ----------------------------- |
|        | túnel de Can Tovella | Esparreguera | túnel        | 1920 Hi passa: Línia Llobregat-Anoia Anomenat per: can Tobella | 41° 34′ 25″ N, 1° 52′ 01″ E / 41.5735°N,1.86693°E ca:Can Tobella   |           |                     | Modifica les dades a Wikidata |
|        | túnel de Montserrat  | Esparreguera | túnel        | Hi passa: Línia Llobregat-Anoia                                | 41° 35′ 18″ N, 1° 51′ 18″ E / 41.588342602024°N,1.85503183504886°E |           |                     | Modifica les dades a Wikidata |

## Misc
| imatge | Nom                                                                     | Ubicat a                                                                          | instància de                   | Detalls                                                   | coordenades | Protecció                                  | Commons (més fotos)              | Dades a WD                    |
| ------ | ----------------------------------------------------------------------- | --------------------------------------------------------------------------------- | ------------------------------ | --------------------------------------------------------- | --- | ------------------------------------------ | -------------------------------- | ----------------------------- |
|        | Anagrama del Gremi de Paletes                                           | Esparreguera                                                                      | inscripció relleu              | Estil: arquitectura popular 18th century                  | 41° 32′ 26″ N, 1° 52′ 02″ E / 41.5406°N,1.86727°E ca:C/Ferran Puig, 7                                                                            | bé integrant del patrimoni cultural català | Anagrama del Gremi de Paletes    | Modifica les dades a Wikidata |
|        | Aqüeducte de la Colònia Sedó                                            | Esparreguera                                                                      | aqüeducte pont                 | Estil: arquitectura popular                               | 41° 32′ 56″ N, 1° 52′ 16″ E / 41.5489°N,1.87106°E                                                                                                | bé integrant del patrimoni cultural català | Colònia Sedó                     | Modifica les dades a Wikidata |
|        | B-231                                                                   | Esparreguera els Hostalets de Pierola Piera                                       | carretera                      |                                                           | 41° 32′ 14″ N, 1° 52′ 05″ E / 41.5373°N,1.86804°E                                                                                                |                                            |                                  | Modifica les dades a Wikidata |
|        | Bassa de Can Cardús                                                     | Esparreguera                                                                      | zona humida                    | 1992 Superfície: 0.26ha                                   | 41° 32′ 17″ N, 1° 50′ 05″ E / 41.5381°N,1.8346°E ca:Carretera de Mas d'en Gall                                                                   |                                            |                                  | Modifica les dades a Wikidata |
|        | Esparreguera                                                            | Esparreguera                                                                      | vèrtex geodèsic                | Alt: 1.2m                                                 | 41° 32′ 11″ N, 1° 52′ 34″ E / 41.536362°N,1.876085°E 198.24 msnm                                                                                 |                                            |                                  | Modifica les dades a Wikidata |
|        | Estació d'Esparreguera                                                  | Esparreguera                                                                      | estació de telefèric edifici   |                                                           | 41° 32′ 03″ N, 1° 52′ 48″ E / 41.534119444444°N,1.8799055555556°E                                                                                |                                            |                                  | Modifica les dades a Wikidata |
|        | Geòtop de les discordances progressives de Sant Salvador de les Espases | Esparreguera                                                                      | geòtop                         |                                                           | 41° 34′ 46″ N, 1° 53′ 02″ E / 41.57938°N,1.88384°E ca:Sant Salvador de les Espases.                                                              |                                            |                                  | Modifica les dades a Wikidata |
|        | Granja Canudes                                                          | Esparreguera                                                                      | granja                         |                                                           | 41° 32′ 27″ N, 1° 50′ 53″ E / 41.5409486817851°N,1.84797977837804°E                                                                              |                                            |                                  | Modifica les dades a Wikidata |
|        | Llobregat                                                               | Catalunya província de Barcelona Catalunya Central Àmbit Metropolità de Barcelona | riu                            | Desemboca: mar Mediterrània Llarg: 175km Conca: 4948.3km² | 42° 16′ 57″ N, 2° 00′ 46″ E / 42.282412°N,2.012826°E 41° 18′ 08″ N, 2° 07′ 55″ E / 41.302248°N,2.131948°E                                        |                                            | Llobregat                        | Modifica les dades a Wikidata |
|        | Palanca de la Colònia Sedó                                              | Olesa de Montserrat Esparreguera                                                  | pont penjant pont              | Estil: arquitectura popular 1892 Travessa: Llobregat      | 41° 32′ 47″ N, 1° 52′ 26″ E / 41.54649°N,1.873992°E ca:Polígon industrial La Flora.                                                              | bé cultural d'interès local                | Palanca de la Colònia Sedó       | Modifica les dades a Wikidata |
|        | Parc de la Vila d'Esparreguera                                          | Esparreguera                                                                      | parc                           |                                                           | 41° 32′ 05″ N, 1° 52′ 34″ E / 41.534789°N,1.875996°E                                                                                             |                                            |                                  | Modifica les dades a Wikidata |
|        | Telefèric d'Olesa a Esparreguera                                        | Baix Llobregat Olesa de Montserrat Esparreguera                                   | telefèric                      |                                                           | 41° 32′ 01″ N, 1° 52′ 44″ E / 41.5337°N,1.87891°E                                                                                                |                                            | Telefèric d'Olesa a Esparreguera | Modifica les dades a Wikidata |
|        | casa consistorial d'Esparreguera                                        | Esparreguera                                                                      | casa consistorial              |                                                           | 41° 32′ 21″ N, 1° 52′ 15″ E / 41.5390306°N,1.8707249°E                                                                                           |                                            |                                  | Modifica les dades a Wikidata |
|        | cases del Carrer Taquígraf Garriga                                      | Esparreguera                                                                      | edifici residencial            | Estil: arquitectura eclèctica                             | 41° 32′ 21″ N, 1° 52′ 01″ E / 41.539031982421875°N,1.8670610189437864°E ca:Taquígraf Garriga, 43-45                                              |                                            |                                  | Modifica les dades a Wikidata |
|        | creu de terme d'Esparreguera                                            | Esparreguera                                                                      | creu de terme                  | 1833                                                      | 41° 31′ 56″ N, 1° 52′ 30″ E / 41.5321°N,1.87492°E ca:Plaça del Ajuntament, 1.                                                                    | bé integrant del patrimoni cultural català | Creu de terme (Esparreguera)     | Modifica les dades a Wikidata |
|        | font de la Plaça de l'Església                                          | Esparreguera                                                                      | estructura arquitectònica font | Estil: noucentisme 1925                                   | 41° 32′ 27″ N, 1° 52′ 07″ E / 41.54084396362305°N,1.8685660362243652°E 41° 32′ 27″ N, 1° 52′ 07″ E / 41.54081°N,1.86863°E ca:Plaça de l'Església |                                            |                                  | Modifica les dades a Wikidata |
|        | xemeneia helicoïdal de la colònia sedó                                  | Esparreguera                                                                      | xemeneia de fàbrica            | Alt: 25m                                                  | 41° 32′ 57″ N, 1° 52′ 23″ E / 41.549202°N,1.872966°E Colònia Sedó                                                                                |                                            |                                  | Modifica les dades a Wikidata |